# Xã Rogers, Michigan
Xã Rogers (tiếng Anh: Rogers Township) là một xã thuộc quận Presque Isle, tiểu bang Michigan, Hoa Kỳ. Năm 2010, dân số của xã này là 984 người.